# Nico Verlaan
Nico Verlaan (Amsterdam, 12 augustus 1932) is een Nederlands voormalig politicus.

## Biografie
Verlaan was een Amsterdamse ondernemer die zich met tal van zaken bezighield. Zo had hij onder meer een importbedrijf en was hij hotelier. Later beschikte hij over een eigen vervoers- en handelsonderneming in Amerongen.

### Politieke carrière
Ook was hij actief in de politiek. In eerste instantie zat hij bij de VVD, maar deze partij ontnam hem zijn partijlidmaatschap, nadat hij een Liberale Unie had opgericht. Vervolgens was Verlaan in diverse andere partijen actief. Eerst nam hij als lijsttrekker van de partij Veilig Verkeer en 100.000 woningen per jaar deel aan de Tweede Kamerverkiezingen van 1963, maar wist geen zetel te behalen. 
In 1966 kwam Verlaan in het hoofdbestuur van de Boerenpartij en lukte het hem wel bij de Tweede Kamerverkiezingen van 1967 voor de Boerenpartij Tweede Kamerlid te worden.
Hij bleef in 1968 voorman Hendrik Koekoek trouw bij de splitsing in de fractie van de Boerenpartij. Hij moest die fractie als Groep Verlaan in 1971 alsnog verlaten, toen hij kandidaat werd voor een door kolonel b.d. Van Velsen geleide politieke groepering, de Lijst-Van Velsen. Daar deze bij de Tweede Kamerverkiezingen van 1971 onvoldoende stemmen kreeg voor een zetel, kwam er in datzelfde jaar ook een einde aan zijn Kamerlidmaatschap.
Ongeveer gelijktijdig met zijn Kamerperiode zat hij twee jaar in de Provinciale Staten van Noord-Holland en vier jaar in de gemeenteraad van Amsterdam. Al in een vroeg stadium van zijn raadslidmaatschap voor de Boerenpartij ontstond er ruzie en splitste een deel van de raadsfractie zich af. Ook mocht hij niet meer deelnemen aan de raadscommissies, omdat hij steun had betuigd aan het de hand boven het hoofd houden door partijleider Koekoek van de vanwege zijn oorlogsverleden in opspraak geraakte Boerenpartij-senator Hendrik Adams. Dit werd de affaire-Adams, toen Jan Baas hem herkende uit de periode rond 1942.
- Parlement.com: vg09llbwngzq